# Fedora專案
Fedora專案是一個由紅帽公司所贊助，以統籌Fedora Linux作業系統開發的社群。該專案於2003年成立，當時是由Red Hat Linux及Fedora Linux專案合併而成立的。該專案不只包含了紅帽公司的員工，也包含了佔了所有貢獻者總數75%的，來自世界各地的社群成員。

## 歷史
Fedora專案於2003年9月22日成立，當時紅帽公司決定將Red Hat Linux分離為Red Hat Enterprise Linux及一個以社群為主的作業系統，Fedora。同時，Red Hat Professional Workstation被建立以填補RHL留下來的空缺，但當時並未確立該產品的未來定位。該產品在非企業的RHL使用者中馬上就被Fedora所取代。而Fedora社群則繼續蓬勃發展，Fedora發行版則獲得了專注於創新及與上游的Linux社群密切合作的，自由及开放源代码软件發行版的美譽。

### 安全入侵
2008年8月時，有部份的Fedora伺服器被入侵。經過詳細的調查，其中一個被入侵的伺服器是用於簽署Fedora升級软件包。Fedora專案表示，攻擊者並未取得软件包的簽署密鑰（簽署密鑰若被取得可能會讓惡意軟體透過升級機制植入使用者的系統）。專案管理人員檢查了所有的軟體包，且表示並沒有在任何官方提供的軟體中找到特洛依木馬。作為預防措施，專案將所有軟體的簽署密鑰都轉換成新的密鑰。
Fedora專案於2009年3月30日公佈本次事件的所有細節。

## 管理
Fedora專案並不是一個獨立的法律實體或組織；紅帽公司仍需為其行動負責。Fedora專案委員會負責導引整個專案的方向，其包括了四個由紅帽公司派任，及另外五個由社群選舉所產生的成員所組成。此外，紅帽公司還會任命一個擁有對委員會任何決定的否決權的主席。在紅帽公司中，這個主席則擁有“Fedora專案領導人”的職位。紅帽公司另外創立了“Fedora基金會”來管理整個專案，但由於種種因素被取消。
專案讓其開發者與社群成員可以很容易的在線上經由郵件列表及wiki頁面。其也負責協調舉辦Fedora使用者與開發者大會（FUDCon）。Fedora使用者與開發者大會是每年都會在世界各地舉辦的自由軟體活動。

## 外部連結
- 官方网站